# Jason Brown (gitarist)
Jason Paul Brown (Derry, 1969) is een Britse gitarist en docent.

## Biografie
Jason Paul Brown werd geboren in Noord-Ierland. In 1988 verhuisde hij voor zijn studie naar Manchester. Daar formeerde hij een jaar later de indieband This Gigantic World en speelde daar gitaar tot aan de ontbinding van de band in 1995. De band brachten in totaal drie vinylplaten uit.
In 2001 voegde hij zich bij de band The Lovers als gitarist, de band van de Inspiral Carpets-zanger Tom Hingley, die voorheen zong en gitaar speelde bij Too Much Texas. Bij The Lovers speelden Kelly Wood (keyboards), Steve Hanley (basgitaar) en Paul Hanley (drums). Beide Hanley-broers waren langjarige bandleden bij de Britse cultband The Fall en speelden daarna ook weer samen in de door Steve Harley geformeerde band Ark. The Lovers brachten in 2003 de zeer punk-georiënteerde vinylsingle Yeah uit. In 2004 verscheen het debuutalbum ABBA Are The Enemy. De opvolger Highlights kwam in maart 2008 op de markt.
In 2006 schreef Jason Brown de muziek voor een wereldkampioenschap voetbal-song als onderdeel van het bandproject The Reclaimers. Bij dit project deed ook The Lovers-bandcollega Steve Hanley en zijn zoon Paul mee. De laatste had al zijn eigen band Sacred, waar hij de drums bespeelde.
Jason Brown is bovendien actief als house-muzikant. Zo ondersteunt hij o.a. Mettle Music bij studio-opnamen van haar albums (The HoneyComb Lounge en Moodswing) en ook live tijdens optredens. Hij heeft als studiogitarist meegespeeld op legio albums, zoals o.a. bij Square 1 (Round One), maar is echter ook vertegenwoordigd bij veel compilaties, zoals b.v. van de Café del Mar-reeks, Private Members Club, Shiva Beats, Chillout Lounge e.a.
Sinds 1996 doceert hij aan het Manchester City College, met als zwaartepunt populaire muziek.